# Ayupan
Ayupan são personagens criadas pela cantora japonesa Ayumi Hamasaki lançadas no mercado originalmente em 2002, e, devido ao grande êxito da gama de jogos e acessórios, em 2003 foi criada uma série de TV.

## As figuras
Essas personagens são as únicas registradas como oficiais da cantora, e inclusive tem aparecido nos shows da cantora.
As figuras, supostamente feitas à imagem da própria Ayumi, e também desenhadas por ela, foram lançadas no mercado no ano de 2002. As roupas que cada figura usa mostra alguns modelos que a própria Ayumi vestiu em seus videos musicais, concertos e também algumas seções de fotos.
Dos desenhos de Ayumi foram criados vários produtos como bonecas, livros, adesivos, chaveiros, bolsas, etc..

## A série de televisão
A versão animada de Ayupan apareceu pela primeira vez na primeira turnê ao vivo de Ayumi Hamasaki, ARENA TOUR 2002 Apara ajudar a aprender suas já conhecidas coreografias de "Trauma" e de "independent", single que saiu quando a cantora fazia essa turnê promocional, e depois acabou se criando uma saga.
Devido ao grande êxito entre os fanáticos por Ayupan, no ano de 2003 houve a estreia de uma mini-série de desenho animado para a televisão com mais de 20 episódios. Dentro deste também estão presentes seus mascotes do mundo real: Marron, Crea e Purin, mas convertidos em desenhos que acompanham constantemente Ayupan em suas aventuras, que eram resumidas principalmente em ir encontrando, conforme a série ia avançando, letras que formariam a palavra RAINBOW. A série acabou no mesmo ano, mas os desenhos de Ayupan se transformaram em outro produto popular e já característico para Ayumi Hamasaki, e são lançados geralmente a cada certo tempo, vestidas com os novos e diferentes figurinos que a artista vai usando em suas novas aparições públicas.

## Lista de Ayupans
A lista detalhada de cada uma das distintas figuras oficiais de Ayupan que saíram no mercado. As versões feitas por fãs não estão incluídas aquí.
Versões Diferentes:
1. versão Duty
2. versão ayu-mi-x IV Mega Mix
3. versão appears
4. versão Dome Tour 2001
5. versão ayu-mi-x IV Acoustic
6. versão Dearest
7. versão Daybreak
8. versão UNITE!
9. versão Countdown 2001-2002
10. versão A-Life
11. versão Marrón
12. versão Purín
13. versão ARENA TOUR 2002 I am... #1
14. versão ARENA TOUR 2002 I am... #2
15. versão ARENA TOUR 2002 Naturally #1
16. versão ARENA TOUR 2002 Naturally #2
17. versão ARENA TOUR 2002 A Song for XX
18. versão ARENA TOUR 2002 Daybreak
19. versão ARENA TOUR 2002 Free & Easy
20. versão ARENA TOUR 2002 Boys & Girls
21. versão ARENA TOUR 2002 independent
22. versão STADIUM TOUR 2002 Póster #1
23. versão STADIUM TOUR 2002 Póster #2
24. versão STADIUM TOUR 2002 Póster #3
25. versão H
26. versão STADIUM TOUR 2002 A Song is born
27. versão STADIUM TOUR 2002 UNITE!
28. versão STADIUM TOUR 2002 SURREAL/M/Free & Easy
29. versão STADIUM TOUR 2002 Medley
30. versão STADIUM TOUR 2002 July 1st
31. versão STADIUM TOUR 2002 Boys & Girls/AUDIENCE
32. versão Santa-san #1
33. versão Santa-san #2
34. versão Santa-san #3
35. versão Official Calendar 2003 #1
36. versão Official Calendar 2003 #2
37. versão Official Calendar 2003 #3
38. versão Official Calendar 2003 #4
39. versão Official Calendar 2003 #5
40. versão Official Calendar 2003 #6
41. versão Voyage #1
42. versão Voyage #2
43. versão Voyage #3
44. versão Voyage #4
45. versão Voyage #5
46. versão Voyage #6
47. versão TeamAyu Live Tour 2003 #1
48. versão TeamAyu Live Tour 2003 #2
49. versão TeamAyu Live Tour 2003 #3
50. versão A BALLADS #1
51. versão A BALLADS #2
52. versão &
53. versão ayupan Cartoon Series #1
54. versão ayupan Cartoon Series #2
55. versão ayupan Cartoon Series #3
56. versão ayupan Cartoon Series #4
57. versão Purín Cartoon Series #1
58. versão Marrón Cartoon Series#1
59. versão Purín Cartoon Series #2
60. versão Purín Cartoon Series #3
61. versão forgiveness
62. versão A museum SURREAL
63. versão A museum poker face/Trust/Depend on you
64. versão A museum Greatful days
65. versão A museum A Song for XX
66. versão A museum SEASONS
67. versão A museum vogue
68. versão A museum forgiveness
69. versão A museum YOU/Dearest
70. versão A museum M/appears
71. versão A museum UNITE!/AUDIENCE/independent
72. versão Memorial address #1
73. versão Memorial address #2
74. versão Memorial address #3
75. versão Memorial address #4
76. versão Memorial address #5
77. versão MY STORY #1
78. versão MY STORY #2
79. versão MY STORY #3
80. versão MY STORY #4
81. versão COUNTDOWN LIVE 2005-2006
82. versão (miss)understood #1
83. versão (miss)understood #2
84. versão (miss)understood #3
85. versão (miss)understood #4
86. versão (miss)understood #5
87. versão (miss)understood #6
88. versão (miss)understood #7
89. versão ARENA TOUR 2006 ~(miss)understood~